# Сан-Жуан-ду-Сотер
Сан-Жуан-ду-Сотер (порт. São João do Soter) — муниципалитет в Бразилии, входит в штат Мараньян. Составная часть мезорегиона Восток штата Мараньян. Входит в экономико-статистический микрорегион Кашиас. Население составляет 17 238 человек на 2010 год. Занимает площадь 1438,067 км². Плотность населения — 11,99 чел./км².

## Демография
Согласно сведениям, собранным в ходе переписи 2010 г. Национальным институтом географии и статистики (IBGE), население муниципалитета составляет:
| Полное население                               | Полное население                               | Полное население                               | Полное население                               | 17 238 |
| ---------------------------------------------- | ---------------------------------------------- | ---------------------------------------------- | ---------------------------------------------- | ------ |
| в том числе:                                   | Городское население                            | 6646                                           | Процент городского населения, %                | 38,55  |
|                                                | Сельское население                             | 10 592                                         | Процент сельского населения, %                 | 61,45  |
|                                                | Мужское население                              | 8816                                           | Процент мужского населения, %                  | 51,14  |
|                                                | Женское население                              | 8422                                           | Процент женского населения, %                  | 48,86  |
| Плотность населения, чел/км²                   | Плотность населения, чел/км²                   | Плотность населения, чел/км²                   | Плотность населения, чел/км²                   | 11,99  |
| Население муниципалитета в % к населению штата | Население муниципалитета в % к населению штата | Население муниципалитета в % к населению штата | Население муниципалитета в % к населению штата | 0,26   |

По данным оценки 2016 года, население муниципалитета составляет 18 095 жителей.

## История
Город основан 10 ноября 1994 года. 

## Статистика
- Валовой внутренний продукт на 2003 год составляет 19 740 061,00 реалов (данные: Бразильский институт географии и статистики).
- Валовой внутренний продукт на душу населения на 2003 год составляет 1243,55 реала (данные: Бразильский институт географии и статистики).
- Индекс развития человеческого потенциала на 2000 год составляет 0,523 (данные: Программа развития ООН).